# Muldestausee
Muldestausee là một đô thị thuộc huyện Anhalt-Bitterfeld, bang Saxony-Anhalt, Đức. Đô thị này được lập ngày 1 tháng 10 năm 2010 thông qua việc sáp nhập các đô thị Burgkemnitz, Friedersdorf, Gossa, Gröbern, Krina, Mühlbeck, Muldenstein, Plodda, Pouch, Rösa, Schlaitz và Schwemsal.

Pouch
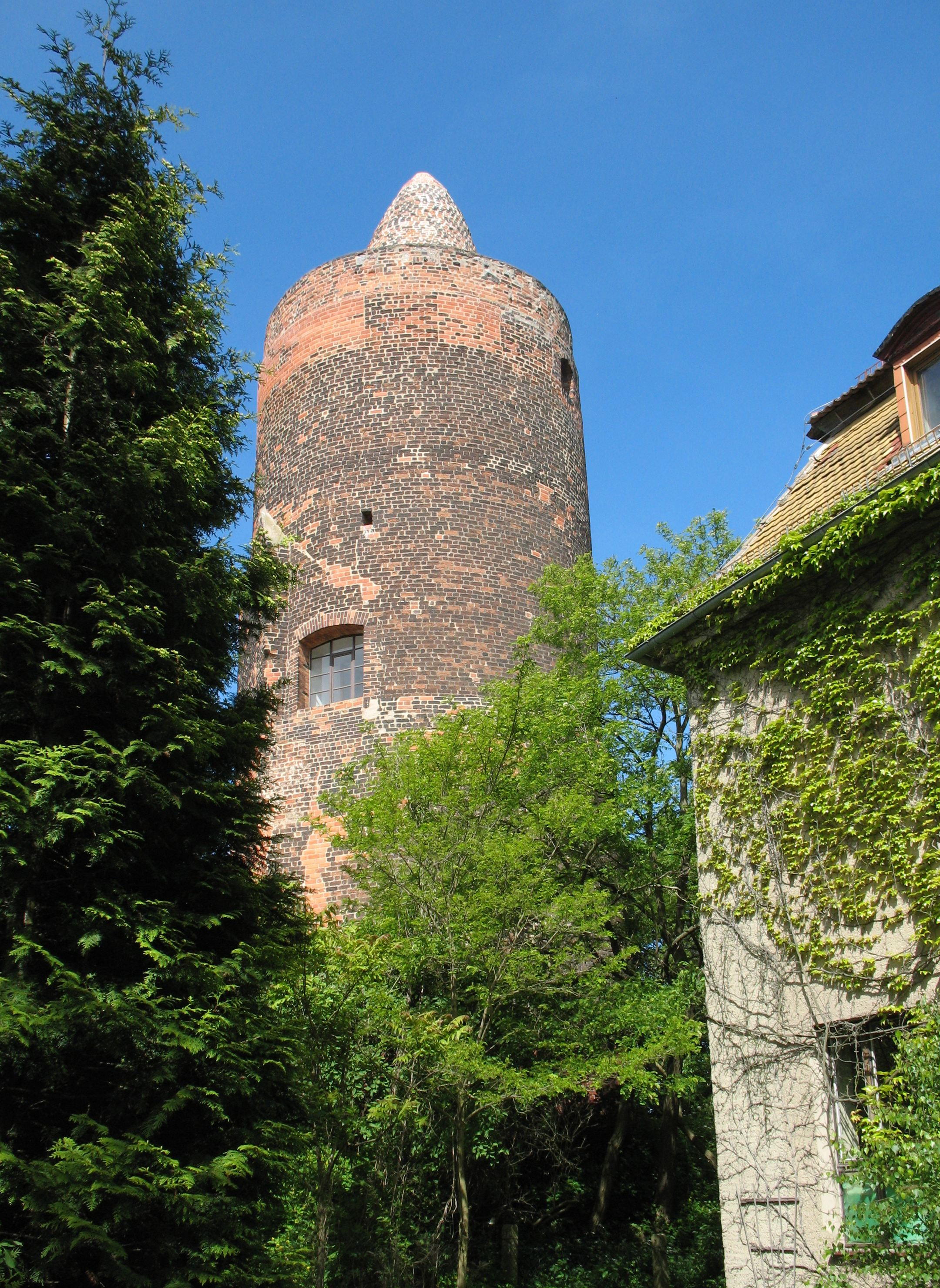
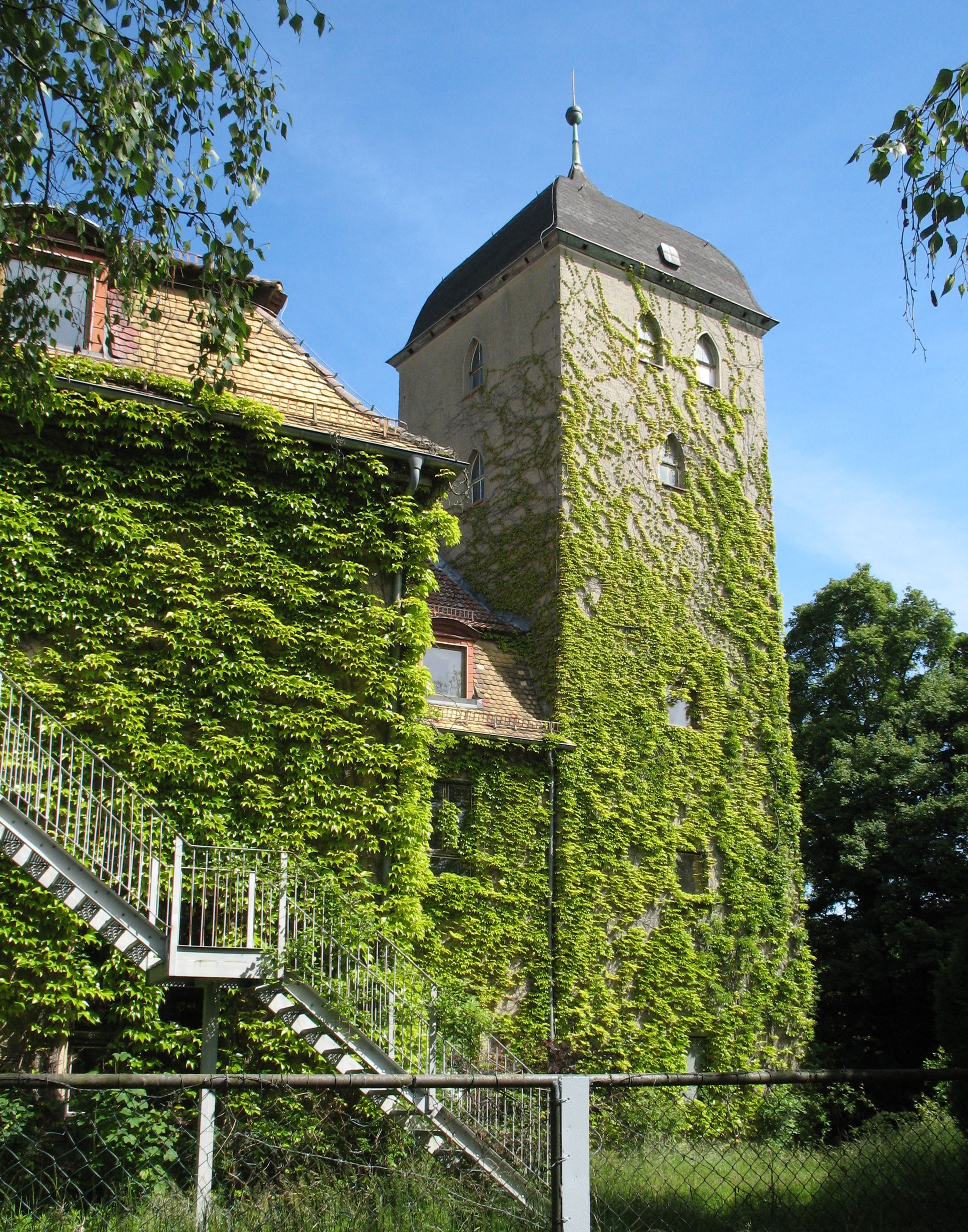
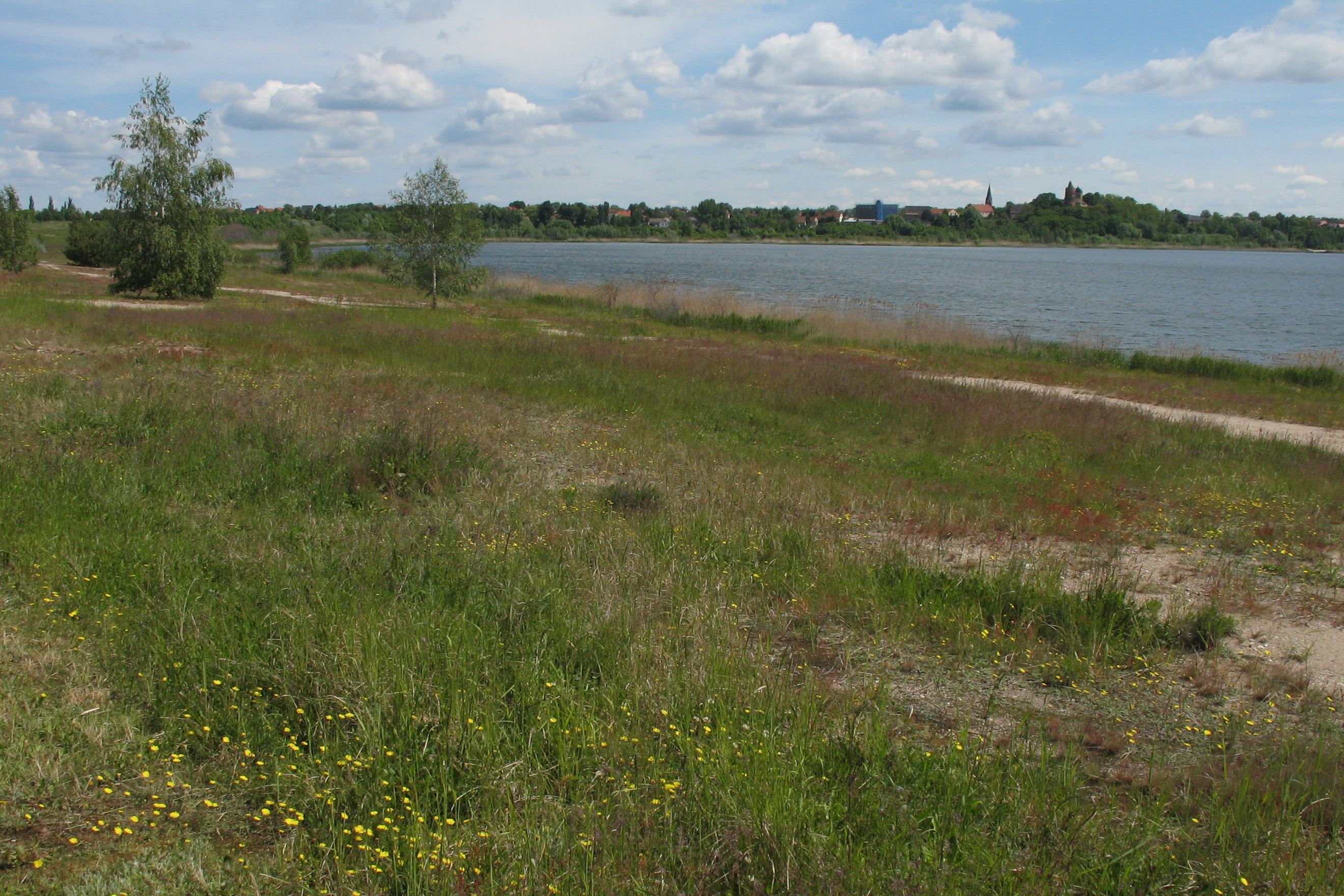
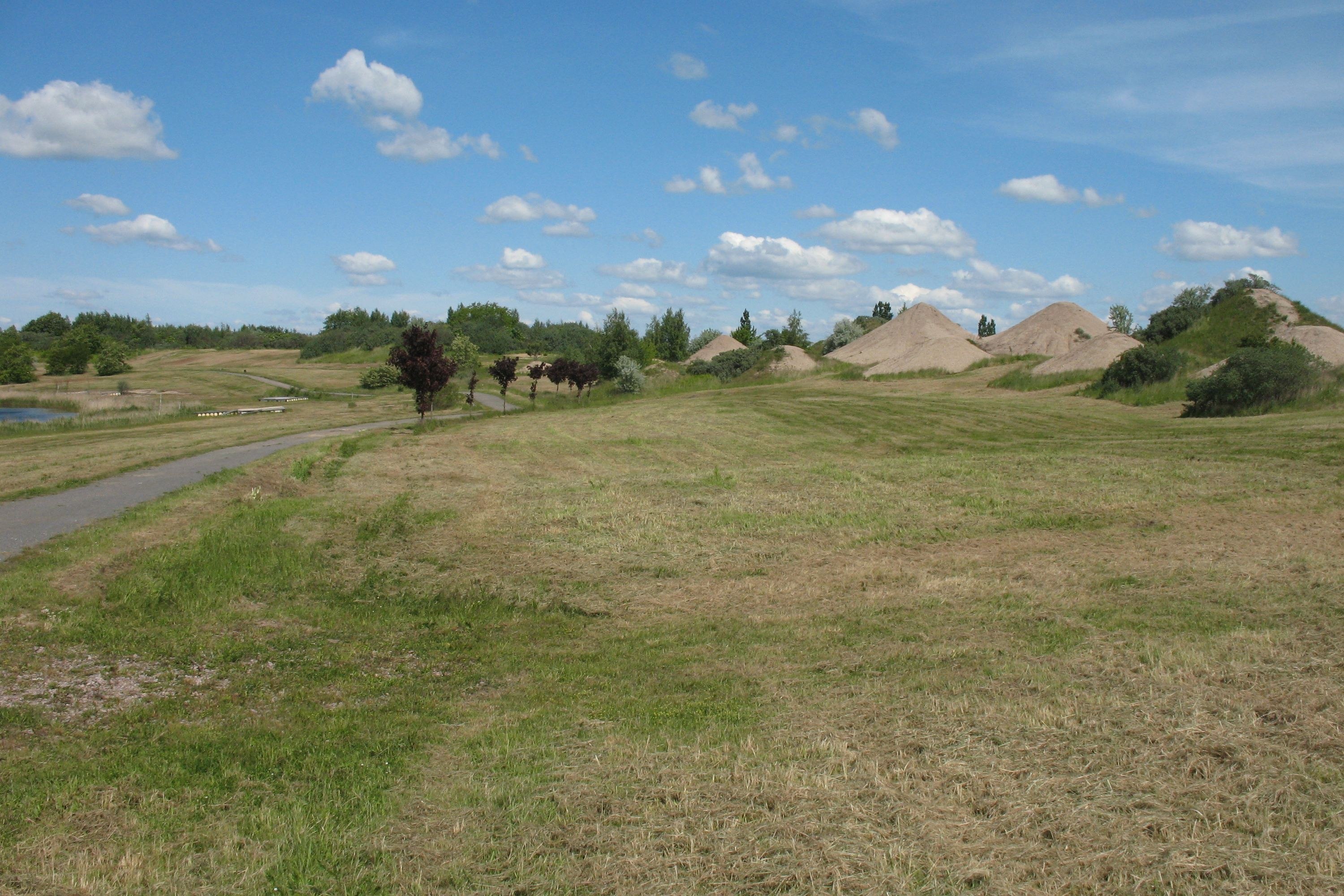
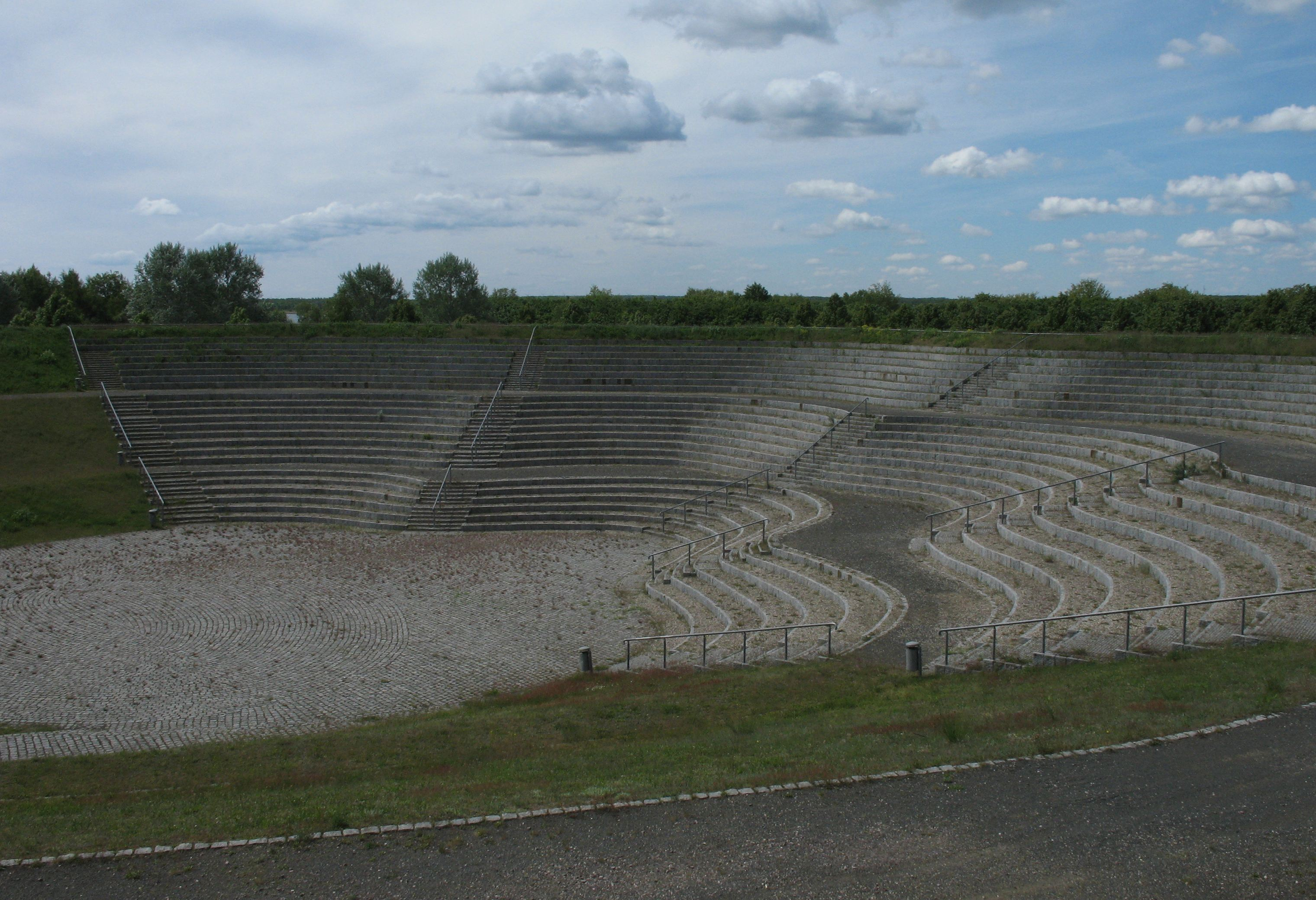